# 邓澍
邓澍（1930年—2023年1月20日），曾用名邓保树，女，河北高阳人，中国油画家，曾任中央美术学院壁画系教授。